# Рейнах, Жозеф
Жозе́ф Рейна́х (фр. Joseph Reinach; 30 сентября 1856 года, Париж — 18 апреля 1921 года, там же) — французский журналист и политический деятель, брат археологов Теодора и Саломона Рейнахов, племянник и зять Жака де Рейнаха.

## Биография
Жозеф Рейнах родился в 1856 году в еврейской семье. После смерти Гамбетты стал директором газеты «République Française». С самого начала был оппортунистом, противником социализма в каком бы то ни было виде, фритредером, сторонником «умеренной» республики. В качестве журналиста обнаружил выдающиеся полемические способности и приобрёл значительное влияние на публику и на политические круги.
В 1887 году Жозеф Рейнах выступил решительным противником буланжизма, которому нанёс, различными разоблачениями, несколько сильных ударов; за эту полемику ему пришлось несколько раз драться на дуэли, в том числе с Деруледом.
В 1889—1898 годы был членом палаты депутатов. До 1906 года Ж. Рейнах вёл в печати энергичную агитацию за пересмотр дела Дрейфуса, в котором значение его лишь немного уступает значению Жореса и Золя. Этому делу он посвятил книгу в нескольких томах «Histoire de l’affaire Dreyfus». Эта книга, в сущности, представляет собой историю Франции в период с 1894 года с блестящими характеристиками отдельных политических деятелей (Мерсье, Мелина и др.). В связи с тем же делом Рейнах написал книгу: «Une erreur judiciaire sous Louis XV» («Судебная ошибка в правление Людовика XV», Париж, 1898).
Жозеф Рейнах умер 18 апреля 1921 года в городе Париже.

## Труды
- «La politique opportuniste, 1880—89» (сборник статей, 1890),
- «La Serbie et Monténégro» (Париж, 1876),
- «Voyage en Orient» (1879),
- «Les récidivistes» (1882),
- «Le ministère Gambetta» (1884),
- «Léon Gambetta» (1884; небольшая, очень живо написанная биография Гамбетты в духе восторженного поклонения),
- «Manuel d’enseignement primaire» (с Ш. Рише, 1888),
- «Études de littérature et d’histoire» (1889),
- «Les petites catilinaires. I. La foire boulangiste. II. Le cheval noir. III. Bruno le Fileur» (сборник статей против Буланже);
- «La France et l’Italie devant l’histoire» (1893),
- «Diderot» (1894),
- «Pages républicaines» (1895),
- «Démagogues et socialistes» (1896)[6].